# トッド・ベーリー
トッド・ボーリー（英語: Todd Boehly、1973年9月20日- ）は、ドイツ系アメリカ人の実業家。投資会社エルドリッジ・インダストリーズの共同創設者、会長であり、プレミアリーグ・チェルシーFCとリーグアン・RCストラスブールの共同経営者兼会長でもある。

## 経歴
祖父母がドイツから移民した関係でアメリカに生まれる。メリーランド州ベセスダの学校に通い、1996年にはウィリアム・アンド・メアリー大学を卒業し、財務の経営学士号を取得。その後はロンドン・スクール・オブ・エコノミクスに進学し、在学中はシティバンクで働き始め、その後はCSファーストボストンに勤務。
2001年にはグッゲンハイム・パートナーズへ転職し、同社でクレジット投資事業を立ち上げて社長に就任する。
2015年には、グッゲンハイムで集めた資産の一部（ハリウッドリポーター、ディッククラークプロダクションズ、セキュリティベネフィットなど）をプールし、約80の金融、メディア、スポーツ、不動産、テクノロジー事業の株式を所有する持ち株会社エルドリッジ・インダストリーズを設立。
2022年に前オーナーのアブラモヴィッチ氏がチェルシーを手放したが、5月のベーリー氏の買収金額は52.5億ドル（約7,553億円）で、世界中のプロスポーツの歴史において最高の額となった。
2023年6月、同氏を中心としたコンソーシアム『BlueCo』が100％に近いストラスブールの株式を7500万ユーロ（約118億円）で買い取ることで合意に達した。

## エピソード
- 金融界で成功を収めており『フォーブス』によれば45億ドル（約6,473億円）の資産があると報じられている[1]。
- スポーツへの投資に積極的でサッカー以外にはMLBのロサンゼルスドジャース、NBAのロサンゼルスレイカーズとWNBAのロサンゼルススパークスなどの少数株主を務めている[3]。
- 2019年には22億ポンド（約3500億円）でチェルシー買収のオファーを出した経緯もあり、当時は買収提案をアブラモヴィッチ氏に拒否されたが、以前から同クラブのオーナーになることに関心を持っていた[4]。
- ベーリー氏1年目のチェルシーは2022-2023シーズンに6億ポンド（約1010億円）以上の大型補強を敢行したが、その影響で30人以上の選手が在籍することになり指揮官も2度交代を行ったが、チームはまとまらず12位フィニッシュとなった[5]。